# Varuhusetiketter (skivmärken)
Varuhusetiketter var skivmärken/skivetiketter i Sverige som producerades av varuhuskedjor för sina egna butiker. Skivorna var ofta producerade på licens från olika skivbolag, men med minimal annonsering kunde de säljas billigare än skivbolagens egna utgåvor.

## 78-varvare

### Åhlén & Holm
Först ut var postorderföretaget Åhlén & Holm, startat 1899 i Insjön, Dalarna. Redan hösten 1913 erbjöd man skivor i sin katalog. Skivor på etiketten Bravo var inspelade av det tyska bolaget I.S.I. (Internationale Schallplatten Industrie) och ibland bara klistrade man en ’Bravo’-etikett över ’I.S.I.’-märket. Innehållet på Bravo-skivorna kunde också återfinnas på andra etiketter, exempelvis Cezar, Rekord och Svea.
Ett andra märke som salufördes var Matador, men också här var det tyska inspelningar, från etiketten Beka (Bumb & Koenig). Även här kunde man återfinna inspelningarna på andra etiketter, som Skön Ton, Harmonium etc. Matadorskivorna betingade ett något högre pris än Bravo, men båda var klart billigare än t.ex. Grammophon.
1915 flyttade Åhlén & Holm sin verksamhet från Insjön till Stockholm, och uppförde ett stort varuhus på Ringvägen vid Skanstull. Omkring 1917 upphörde importen, förmodligen på grund av kriget. Bravo-skivorna fanns dock till salu i katalogen även 1920. Omkring 1923–24 övertog Åhlén & Holm den nedlagda svenska etiketten Stadion, och återutgav dem på Matador, genom att lägga till en etta framför Stadions nummer på de egna etiketterna.
Sedan dröjde det till hösten 1932 innan skivor såldes under egen etikett. Då startade man ett lågprisvaruhus i Stockholm på Östermalmstorg, Tempo, som snart följdes av flera varuhus, landet runt. Man försökte först med etiketten Tempo, med inspelningar från tyska Artiphon, men bara en handfull skivor gavs ut. Istället startade man etiketten Dixi, mindre till formatet, 20 cm jämfört med det vanliga 25 cm. Även denna gång var det tyska inspelningar som återutgavs, från den stora Lindström-koncernen. 1934 övergick man till normalstora skivor, 25 cm, och bytte namn på etiketten till Silverton. Den fanns kvar i c:a 10 år, till 1944.

### Turitz
Den Göteborgs-baserade Turitz-koncernen hade startat 1918 genom en sammanslagning av flera varuhus, och från 1928 sålde de amerikanska Cameo-skivor. På hösten 1930 startade de sitt lågpriskoncept, när EPA (EnhetsPrisAktiebolaget) startade i Örebro. På hösten 1931 lanserade man sin egen grammofonetikett Teco, samma namn som man tidigare sålt radioapparater under. Även Teco var 20 cm skivor med tyska inspelningar, från Kristall i Berlin. Skivorna kom också ut på etiketten Lyra, med annan färgsättning. År 1933 övergav man det mindre formatet, och alla skivor utgavs nu med 25 cm diameter och ny etikett. Samtidigt började man ge ut inspelningar på etiketten Cameo. Inspelningarna gjordes som tidigare av Kristall, men man samarbetade också med det nystartade svenska bolaget Sonora. En del av skivorna pressades i England av Decca. Samma synes gälla för etiketten Tellus.
I augusti 1935 anlitade man även Lindström-koncernen för att göra inspelningar, och dessa spelades in och pressades i Berlin. Mot slutet av året bestämde sig Turitz att alla Lindströminspelningar skulle utges på en ny etikett, Grand. Även tidigare utgivna Cameo pressades om för Grand. När Herman Turitz 1940 avgick som VD efter en konflikt med delägarna, upphörde också skivutgivningen.

### Resia
En annan konkurrent var varuhuskedjan Resia. Företaget startade på 1920-talet som Tvålhuset Resia, och efter övergång till större sortiment hade man som mest 136 butiker runt om i landet. År 1933 började man sälja grammofonskivor, och nyheten var att de, genom tätare gravering, fick in två inspelningar på varje sida. Underrubriken var ”4 schlager”, och skivorna pressades hos Kristall i Berlin, men inspelningarna var på svenska. Den täta graveringen gjorde spåren mer sköra, och skivorna slets därför snabbt. Man utgav även inspelningar från Kristall, Parad, Silverton och från American Record Corp. Skivutgivningen upphörde 1940. Omkring 1960 lades varuhuskedjan ned, men namnet lever kvar eftersom rättigheterna köptes av ett resebyråföretag.

### Konsum
Kooperativa Förbundet (KF) med Konsum-butikerna återutgav inspelningar från amerikanska Paramount, tyska Kalliope och Tri-Ergon och svenska avdelningen av Pathé, på det egna skivmärket Star från 1930. De följande två åren gav man också ut böjliga, tunna skivor i olika färger. Åren 1933–34 synes inga skivor ha getts ut, men 1935–36 lanserades etiketten Colorit. Det var inspelningar från det svenska märket Parad, som också gavs ut på etiketterna Fågel Blå, Toni och Resia.
Börskraschen 1929 och Kreugerkraschen 1932 påverkade lönsamheten också för skivbolagen och varuhusen. Andra världskriget satte definitivt stopp för varuhusetiketterna.

## LP-eran
I slutet av 1960-talet tycktes marknaden vara mogen för ett nytt försök och återigen var det Åhléns som inledde. Man återupplivade sin etikett Lyra, och gav ut LP med sammanställningar av inspelningar från den svenska etiketten Cupol. Cupol hade då inlett samarbete med amerikanska Columbia Broadcasting Systems, av lagliga skäl kallat CBS i Europa, men Lyra-sammanställningarna fanns inte på Cupol.
1969 startade super-budget-etiketten Interdisc av grundarna till skivbolaget Swedisc. Idén var att återutge äldre Swedisc-LP i billighetsupplaga, med enkla omslag, ingen marknadsföring, genom en enda kanal – Åhléns-varuhusen. Åhléns skötte marknadsföring och försäljning, Interdisc gjorde skivorna exklusivt för Åhléns. Konceptet blev så framgångsrikt att man kunde producera egna, nya inspelningar. Sporrade av framgången ville nu Åhléns bryta sig in också på den klassiska marknaden. Därför lanserade man 1973 etiketten Kontrapunkt, som huvudsakligen bestod av återutgivningar från tjeckiska Supraphon och andra utländska skivbolag, och några få egna inspelningar. Också detta blev framgångsrikt, och samma år lanserades ännu en etikett, Lyssna, i samarbete med klassiska musikinstitutioner runtom i Sverige: Konsertföreningen och Kungliga Teatern i Stockholm, Göteborgs Teater- och Konsert AB och Malmö Konserthusstiftelse. Lyra upphörde 1973, Lyssna 1975, Interdisc 1976, Kontrapunkt 1979.
Turitz-koncernen startade sin budget-etikett Excellent 1970 med en liknande idé. Där samarbetade man med olika skivbolag (utom Cupol) för varje produktion, och bolagen satte själva samman utgåvorna av äldre inspelningar. Också denna satsning lades ner efter ett par år.